# Wise Peak
Der Wise Peak ist ein 1580 m hoher Berg im ostantarktischen Viktorialand. Er ragt am südlichen Ende der Warren Range auf.
Das Advisory Committee on Antarctic Names benannte ihn 1965 nach dem neuseeländischen Entomologen Keith A. J. Wise, der zwischen 1960 und 1965 in fünf antarktischen Sommerkampagnen auf der McMurdo-Station tätig war.